# Maurice J. Murphy

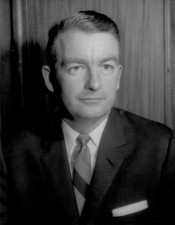
Maurice J. Murphy

Maurice J. Murphy, Jr. (* 3. Oktober 1927 in Dover, New Hampshire; † 27. Oktober 2002 in Stratham, New Hampshire) war ein US-amerikanischer Politiker. In den Jahren 1961 und 1962 vertrat er den Bundesstaat New Hampshire im US-Senat.

## Werdegang
Im Jahr 1950 absolvierte Maurice Murphy das Holy Cross College. Nach einem anschließenden Jurastudium an der Boston College Law School und seiner im Jahr 1953 erfolgten Zulassung als Rechtsanwalt begann er ab 1955 in Portsmouth in seinem neuen Beruf zu arbeiten. Bereits in den Jahren 1946 und 1947 und nochmals von 1953 und 1954 diente er in der United States Army. Dann war er in den Jahren 1957 und 1958 juristischer Berater des Staatssenats. Politisch schloss er sich der Republikanischen Partei an.
Von 1959 bis 1961 gehörte er zum Stab von Gouverneur Wesley Powell. Dieser ernannte ihn zunächst zum stellvertretenden und dann zum eigentlichen Attorney General von New Hampshire. Das Amt des Generalstaatsanwalts bekleidete er aber nur einen Monat, weil er nach dem Tod von US-Senator Styles Bridges von Powell am 7. Dezember 1961 zu dessen kommissarischem Nachfolger im Senat ernannt wurde. Die offizielle Nachwahl für dieses Mandat fand im November 1962 statt. Allerdings konnte sich Murphy nicht in den Vorwahlen seiner Partei durchsetzen. Die eigentliche Wahl gewann dann der Demokrat Thomas J. McIntyre. Daher schied Murphy am 6. November 1962 wieder aus dem Senat aus.
Nach dem Ende seiner kurzen Zeit im Kongress praktizierte Maurice Murphy wieder als Rechtsanwalt. Zwischen 1968 und 1988 war er Vorstandsvorsitzender der Portsmouth Savings Bank. Er starb am 27. Oktober 2002.